# St. Marein (Gemeinde Wolfsberg)
St. Marein ist eine Ortschaft und eine Katastralgemeinde im Lavanttal in Kärnten (Österreich). Ihre Einwohnerzahl beträgt 378. St. Marein gehört zu der Stadtgemeinde Wolfsberg und liegt ca. 4 Kilometer südlich davon, nahe der Südautobahn (A2).

## Geschichte

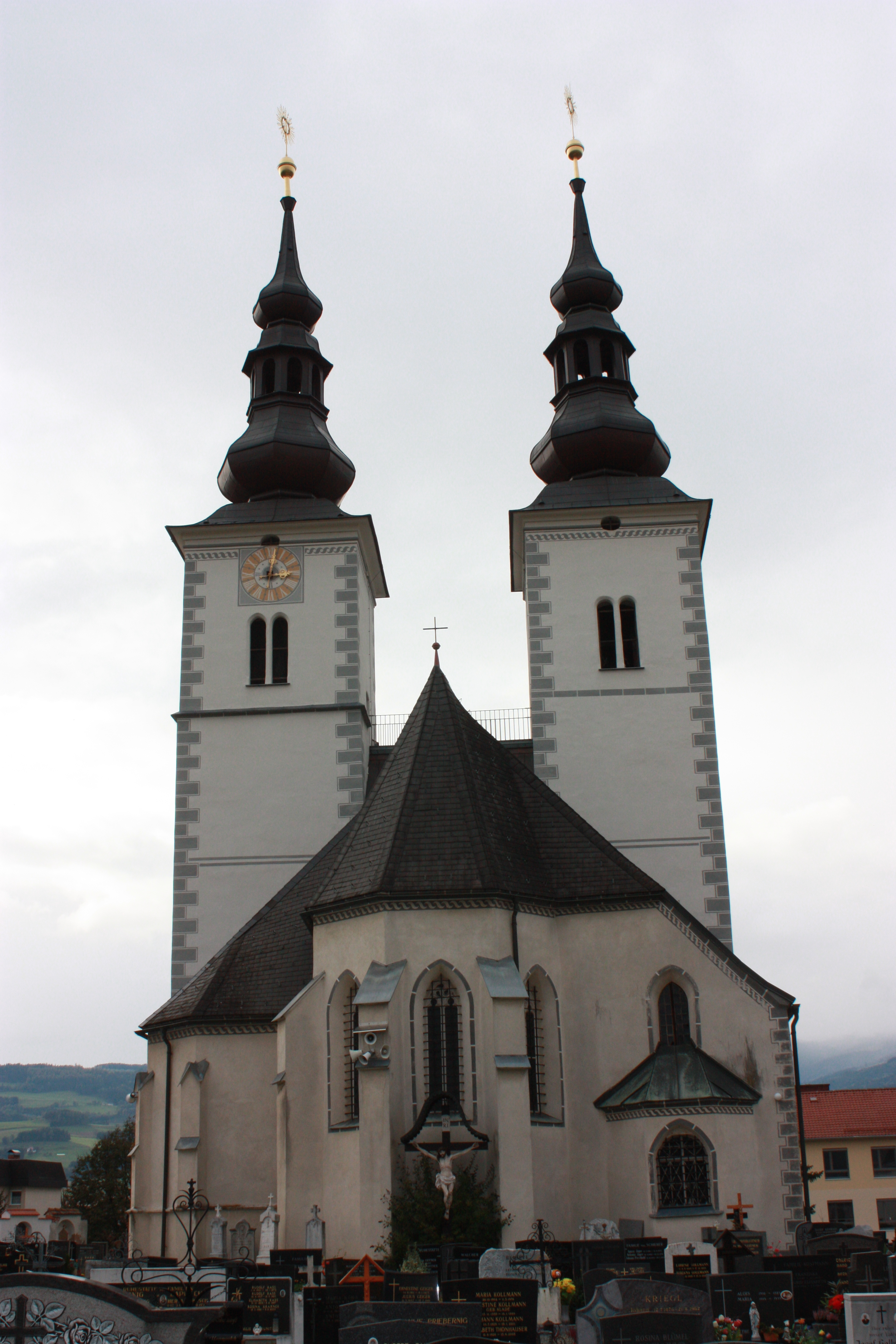
Ostansicht

Es wird vermutet, dass es in St. Marein schon im Jahre 888 eine Kirche gab, die jedoch erst 1178 urkundlich aufgezeichnet wurde. Dieser ursprüngliche Bau fiel 1480 den Türken zum Opfer und konnte erst 1499 wieder aufgebaut werden. Die barocke Einrichtung der heutigen Pfarrkirche stammt aus dem 17. Jahrhundert.
1964 wurden der Gemeinde St.Marein Teile der aufgelösten Gemeinde Pölling zugesprochen. 1973 wurde dann der größere Teil der Gemeinde nach Wolfsberg, und ein kleiner Teil nach St.Andrä eingemeindet.

## Wirtschaft und Infrastruktur

### Wirtschaft
Neben einigen kleineren ansässigen Unternehmen siedelten sich in den letzten Jahren auch zwei größere Unternehmen nördlich der Ortschaft an. In diesem Bereich befindet sich auch eine Fahrsicherheitsanlage, die im Jahr 2009 errichtet wurde.

### Verkehr
St. Marein liegt nahe der Südautobahn (A2) und ist über die Anschlussstelle Wolfsberg Süd erreichbar. Die Packer Straße B70 verläuft knapp 1 km östlich der Ortschaft.

## Öffentliche Einrichtungen
- Kindergarten St. Marein
- Volksschule St. Marein
- Hauptschule 3
- Sportflugplatz St. Marein
- Freiwillige Feuerwehr St.Marein
- Pfarre Sankt Marein

## Persönlichkeiten
- Josef Ottitsch, Bürgermeister von St. Marein